# Justin Reiter
Justin Reiter (Truckee (Californië), 2 februari 1981) is een Amerikaanse snowboarder. Hij vertegenwoordigde zijn vaderland op de Olympische Winterspelen 2014 in Sotsji.

## Carrière
Reiter maakte zijn wereldbekerdebuut in maart 2003 in Arosa, een jaar later scoorde hij in Mount Bachelor zijn eerste wereldbekerpunten. Tijdens de FIS wereldkampioenschappen snowboarden 2005 in Whistler eindigde de Amerikaan als tiende op de parallelreuzenslalom en als vijftiende op de parallelslalom. In maart 2005 eindigde Reiter in de Spaanse Sierra Nevada voor de eerste maal in de top tien van een wereldbekerwedstrijd. Op de FIS wereldkampioenschappen snowboarden 2007 in Arosa eindigde hij als elfde op de parallelreuzenslalom en als dertiende op de parallelslalom. In maart 2008 stond de Amerikaan in Valmalenco voor de eerste keer in zijn carrière op het podium van een wereldbekerwedstrijd.
In Stoneham nam Reiter deel aan de FIS wereldkampioenschappen snowboarden 2013. Op dit toernooi veroverde hij de zilveren medaille op de parallelslalom, op de parallelreuzenslalom eindigde hij op de elfde plaats. Tijdens de Olympische Winterspelen van 2014 in Sotsji eindigde de Amerikaan als 24e op de parallelreuzenslalom, op de parallelslalom werd hij in de kwalificaties gediskwalificeerd.
Op de FIS wereldkampioenschappen snowboarden 2015 in Kreischberg eindigde Reiter als veertiende op de parallelslalom en als 28e op de parallelreuzenslalom. Op 7 maart 2015 boekte hij in Moskou zijn eerste wereldbekerzege.

## Resultaten

### Olympische Winterspelen
| Jaar | Plaats | Resultaten                                  |
| ---- | ------ | ------------------------------------------- |
| 2014 | Sotsji | DSQ Parallelslalom 24e Parallelreuzenslalom |

### Wereldkampioenschappen
| Jaar | Plaats      | Resultaten                                  |
| ---- | ----------- | ------------------------------------------- |
| 2005 | Whistler    | 15e Parallelslalom 10e Parallelreuzenslalom |
| 2007 | Arosa       | 13e Parallelslalom 11e Parallelreuzenslalom |
| 2013 | Stoneham    | Parallelslalom · 11e Parallelreuzenslalom   |
| 2015 | Kreischberg | 14e Parallelslalom 28e Parallelreuzenslalom |

### Wereldbeker
Eindklasseringen
| Seizoen   | Algm | PAR   | PSL | PGS |
| --------- | ---- | ----- | --- | --- |
| 2002/2003 | –    | 85e   | –   | –   |
| 2003/2004 | –    | 68e   | –   | –   |
| 2004/2005 | –    | 26e   | –   | –   |
| 2005/2006 | 126e | 35e   | –   | –   |
| 2006/2007 | 34e  | 20e   | –   | –   |
| 2007/2008 | 46e  | 20e   | –   | –   |
| 2008/2009 | 154e | 37e   | –   | –   |
| 2009/2010 | 57e  | 23e   | –   | –   |
| 2011/2012 | –    | 28e   | –   | –   |
| 2012/2013 | –    | 11e   | 6e  | 19e |
| 2013/2014 | –    | 14e   | 19e | 8e  |
| 2014/2015 | –    | Brons | 4e  | 8e  |

Wereldbekerzeges
| Datum        | Plaats | Onderdeel      |
| ------------ | ------ | -------------- |
| 7 maart 2015 | Moskou | Parallelslalom |